# Hals (Musikinstrument)

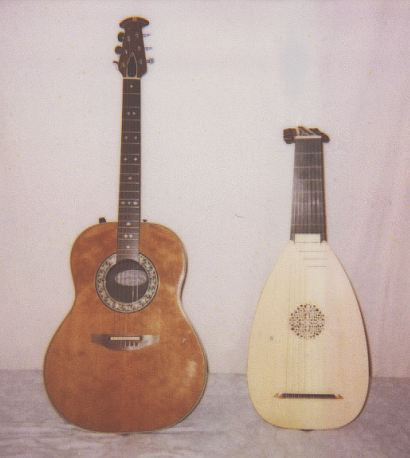
Unterschiedliche Halsformen bei Akustikgitarre und Knickhalslaute

Als Hals wird bei Lauteninstrumenten, zu denen Zupf- und Streichinstrumente gehören, ein längliches, „stielförmiges“ Bauteil bezeichnet, auf dem die Tonhöhe der angespielten Saiten durch Grifftechniken verändert werden kann, welche den schwingenden Teil der Saiten verkürzen. Das Greifen der Saiten geschieht in der Regel auf einem über die gesamte Länge des Halses gehenden Griffbrett mit oder ohne Bünde, das mit diesem fest verbunden ist. Neben der am weitesten verbreiteten Form von Musikinstrumenten mit nur einem Hals existieren auch Konstruktionen mit zwei oder mehr Hälsen. Bei solchen Instrumenten unterscheiden sich die Hälse durch die Saitenbestückung, die Stimmung der Saiten und/oder Griffbretter mit und ohne Bünde.

## Konstruktionsformen
Bei Instrumentenhälsen gibt es verschiedene Profilformen, die sich in Radius und Formgebung ihrer Rückseiten („Halsrücken“) sowie in der Materialstärke unterscheiden, um damit individuellen Bedürfnissen von Musikern entgegenzukommen. Als Beispiel: Die Stärken der Hälse bei E-Gitarren reichen von „sehr flach“ mit großem Radius (16 Zoll/ca. 400 mm) bis zu „stark gerundet“ mit kleinerem Radius (7 Zoll/ca. 180 mm).

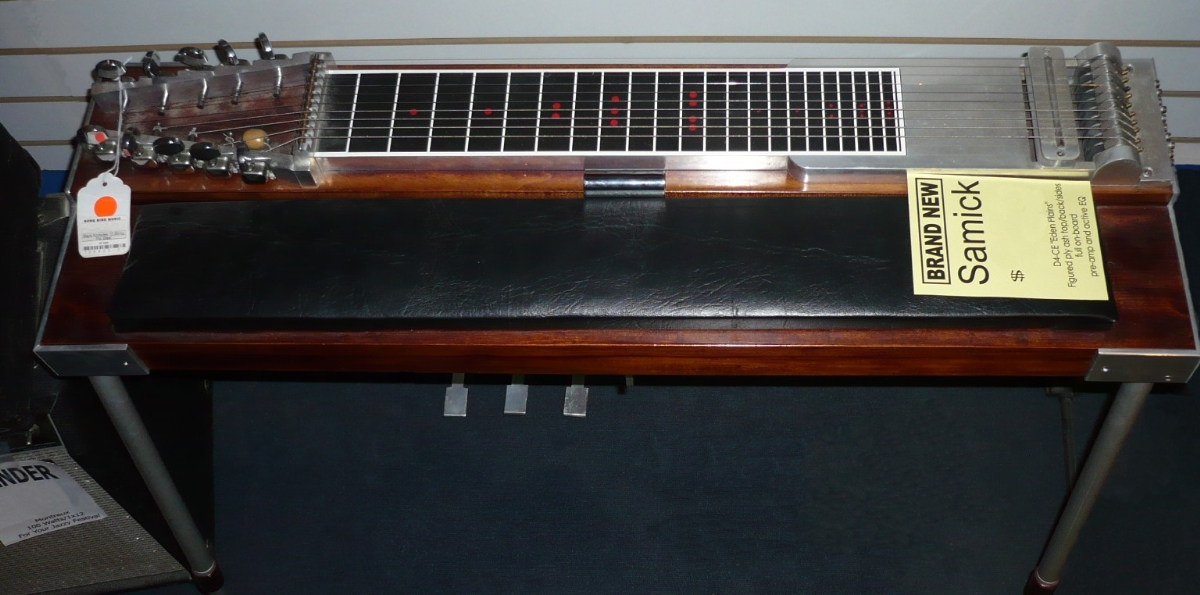
Eine Pedal Steel Guitar

Eine Ausnahme sind Steel Guitars, bei denen die Tonhöhe beim Spielen des Instruments nicht durch Greifen des Halses, sondern durch einen über die Saiten gleitenden Fingeraufsatz aus Metall oder Glas (Bottleneck) verändert wird. Bei Steel Guitars werden entweder Hälse mit rechteckigem Profil verwendet (Lap Steel) oder das Instrument besteht im Prinzip aus einer plattenförmigen Basis, die ein Griffbrett, die Saiten und Stimmmechaniken sowie die meisten anderen Bauteile trägt (Pedal Steel Guitar). Letzterer Instrumententyp verfügt aufgrund der kompakten Bauweise über keinen als solchen identifizierbaren Hals mehr.

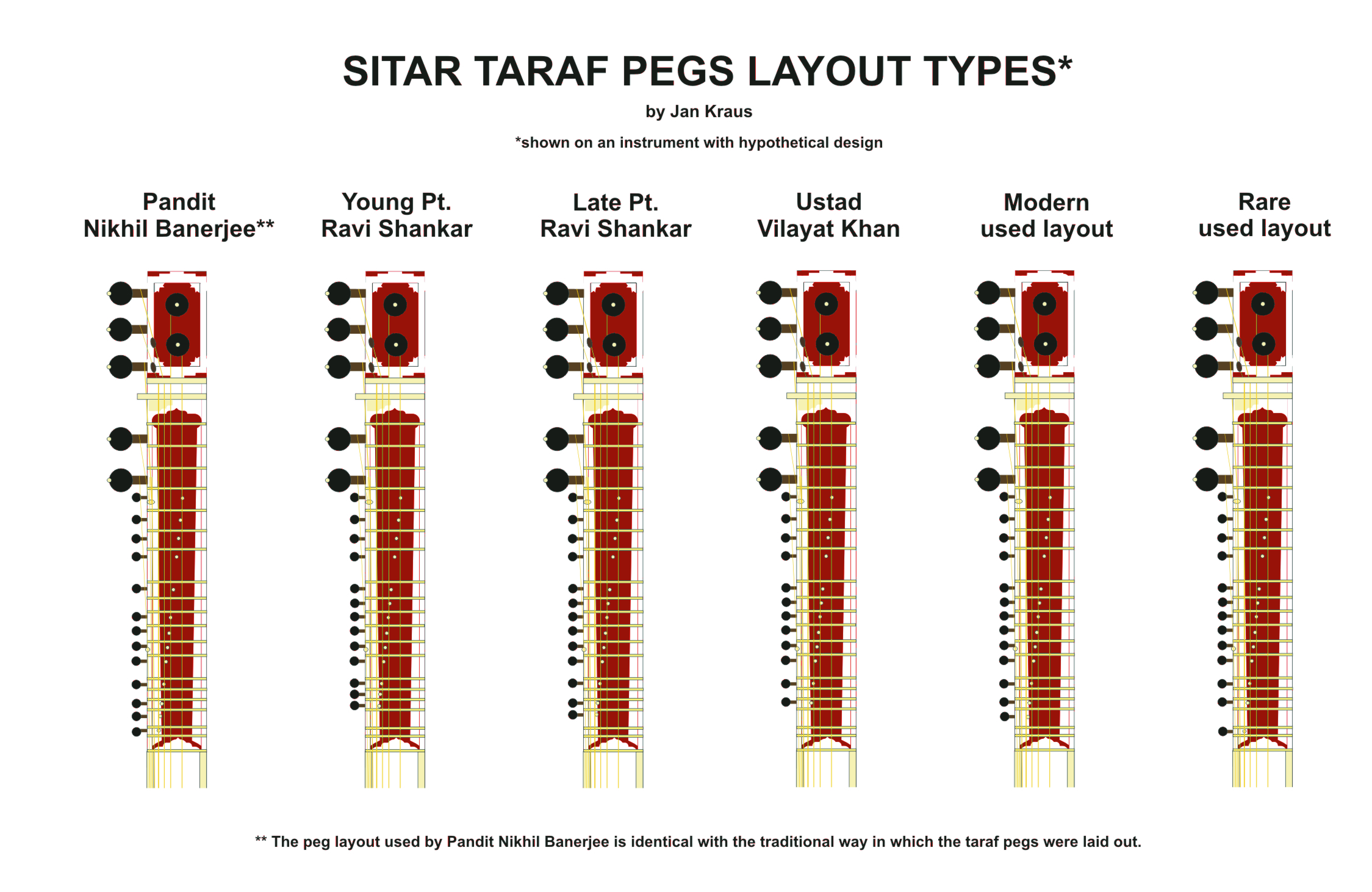
Schemazeichnung von Sitar-Hälsen mit unterschiedlich angeordneten Stimmmechaniken

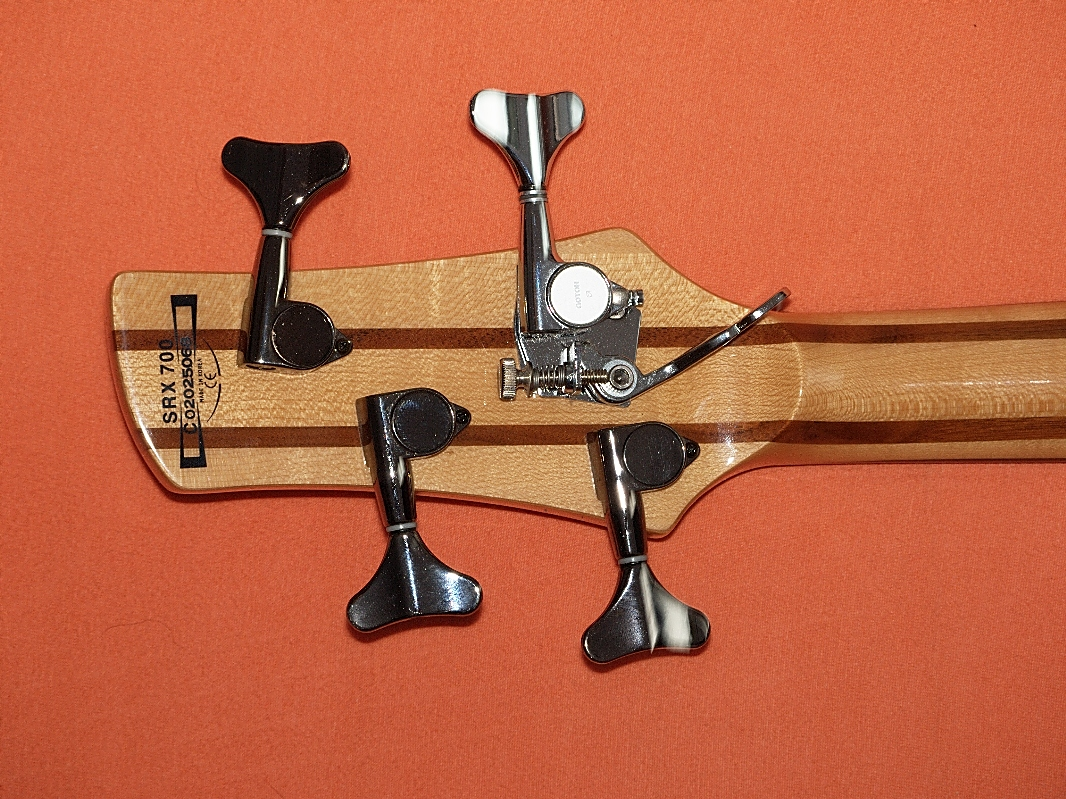
Rückseite von mehrstreifigem Hals und Kopfplatte eines E-Basses

Am oberen Ende des Instrumentenhalses befindet sich in der Regel eine Kopfplatte oder ein Wirbelkasten. Diese tragen die Stimmmechaniken oder Wirbel, an denen ein Ende der Saiten befestigt ist und mit denen nach dem Prinzip von Spindeln durch Zugausgleich die Tonhöhe der Saiten justiert werden kann. Bei Instrumenten in „kopfloser“ (headless) Bauweise trägt der Hals die „unteren“ Enden der Saiten, und die Stimmmechaniken befinden sich am Fuß des Korpus. Bei der indischen Sitar dagegen sind die Mechaniken über die gesamte Länge von einer Seite des Halses verteilt.
Darüber hinaus wird bei aus Holz gefertigten Instrumentenhälsen zwischen einstreifigen und mehrstreifigen Modellen unterschieden. Einstreifige Hälse bestehen aus einem einzigen Werkstück (ein separat hergestelltes Griffbrett nicht mit eingerechnet), das die Kopfplatte des Instruments mit einschließt oder an das eine separate Kopfplatte über eine schräge Verbindungsfläche angeleimt ist („angeschäftete“ Kopfplatte). Mehrstreifige Hälse sind meist aus zwei oder drei unterschiedlichen Holzsorten zusammengesetzt, was dem Hals größere Stabilität verleihen und ein Verziehen des Halses verhindern soll. Bei dieser Konstruktionsform wird meist die Kopfplatte mit einbezogen.
Um die Spannung der Saiten auszugleichen und um die Saitenlage justieren zu können, sind aus Holz gefertigte Instrumentenhälse, auf denen Stahlsaiten zum Einsatz kommen, häufig mit einer innenliegenden justierbaren Metallstange (Halsspannstab) ausgestattet.

## Verbindung mit dem Instrumentenkorpus
Bei den weitaus meisten Saiteninstrumenten mit Hals ist dieser mit einem Korpus verbunden. Es gibt jedoch auch Saiteninstrumente, die ohne separaten Korpus gebaut werden – wie zum Beispiel der Chapman Stick sowie einige elektrisch verstärkbare Streichinstrumente (E-Violinen und E-Kontrabässe). Bei traditionell gefertigten Streich- und Zupfinstrumenten wird hauptsächlich zwischen drei verschiedenen Verbindungsformen von Hals und Korpus unterschieden; es existieren jedoch auch neuere Sonderformen:

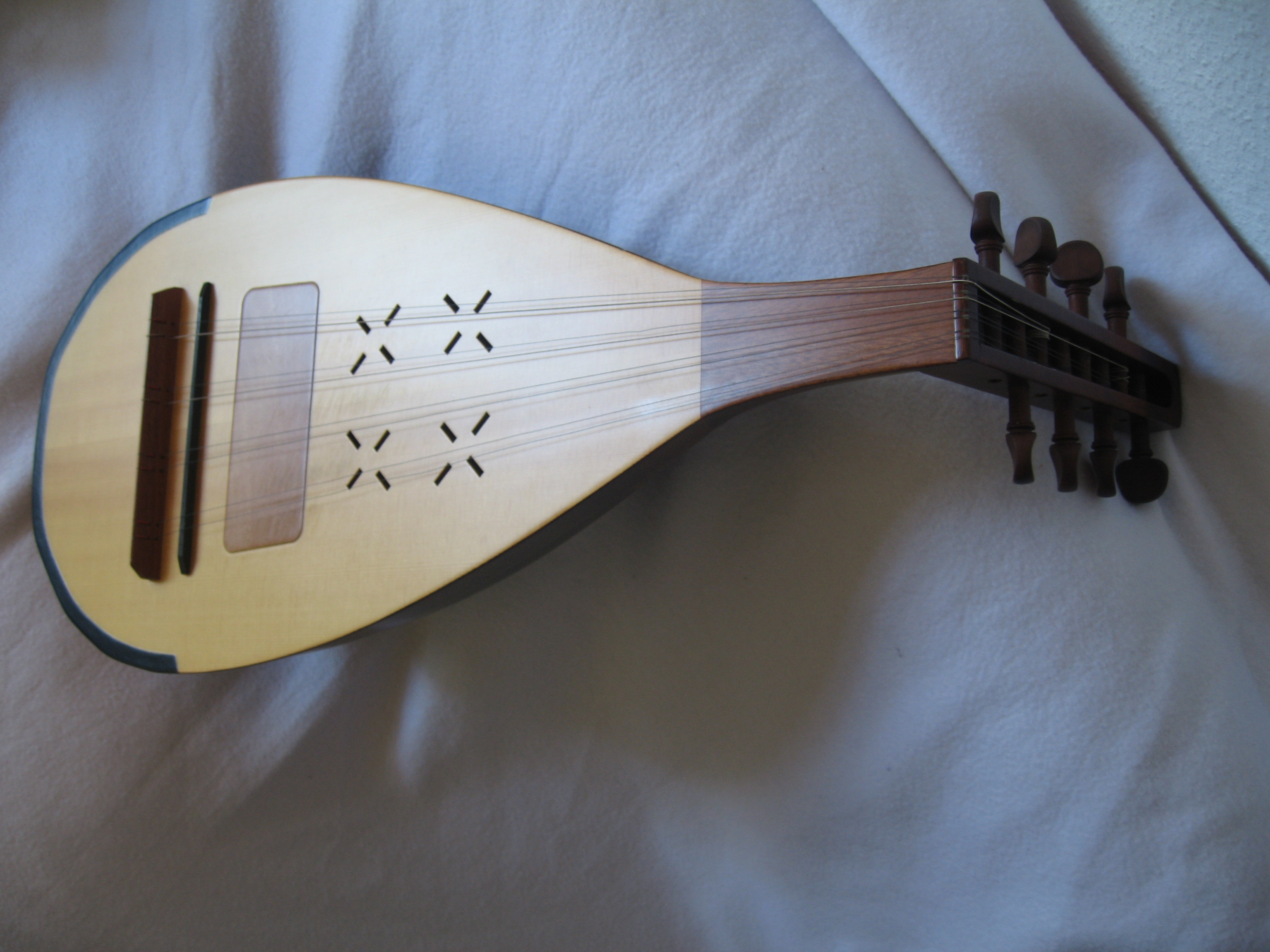
Eine Cobză (rumänische Knickhalslaute) mit angeleimtem Hals

### Angeleimter/eingeleimter Hals
Die Befestigung von hölzernen Instrumentenhälsen am Korpus mittels einer Kombination aus Nut- und Leimverbindung (englisch: Set neck) ist die Bauart mit der längsten Tradition. Sie wird bei allen akustischen Streichinstrumenten europäischer Herkunft, unter anderem bei Lauten, Mandolinen und Ukulelen, bei den weitaus meisten Akustikgitarren sowie bei vielen E-Gitarren und E-Bässen angewendet. Bei diesen Instrumententypen sitzt der Halsfuß in einer passgenau angefertigten Aussparung („Tasche“) im Korpus und wird dort mittels Leim dauerhaft befestigt.
Einer der bekanntesten Musikinstrumentenhersteller, der bei seinen Mandolinen, Akustikgitarren und E-Gitarren fast ausschließlich diese traditionelle Bauweise verwendet, ist die US-amerikanische Firma Gibson Guitar Corporation. Ein sehr bekanntes Modell in dieser Bauweise ist die E-Gitarre Gibson Les Paul.

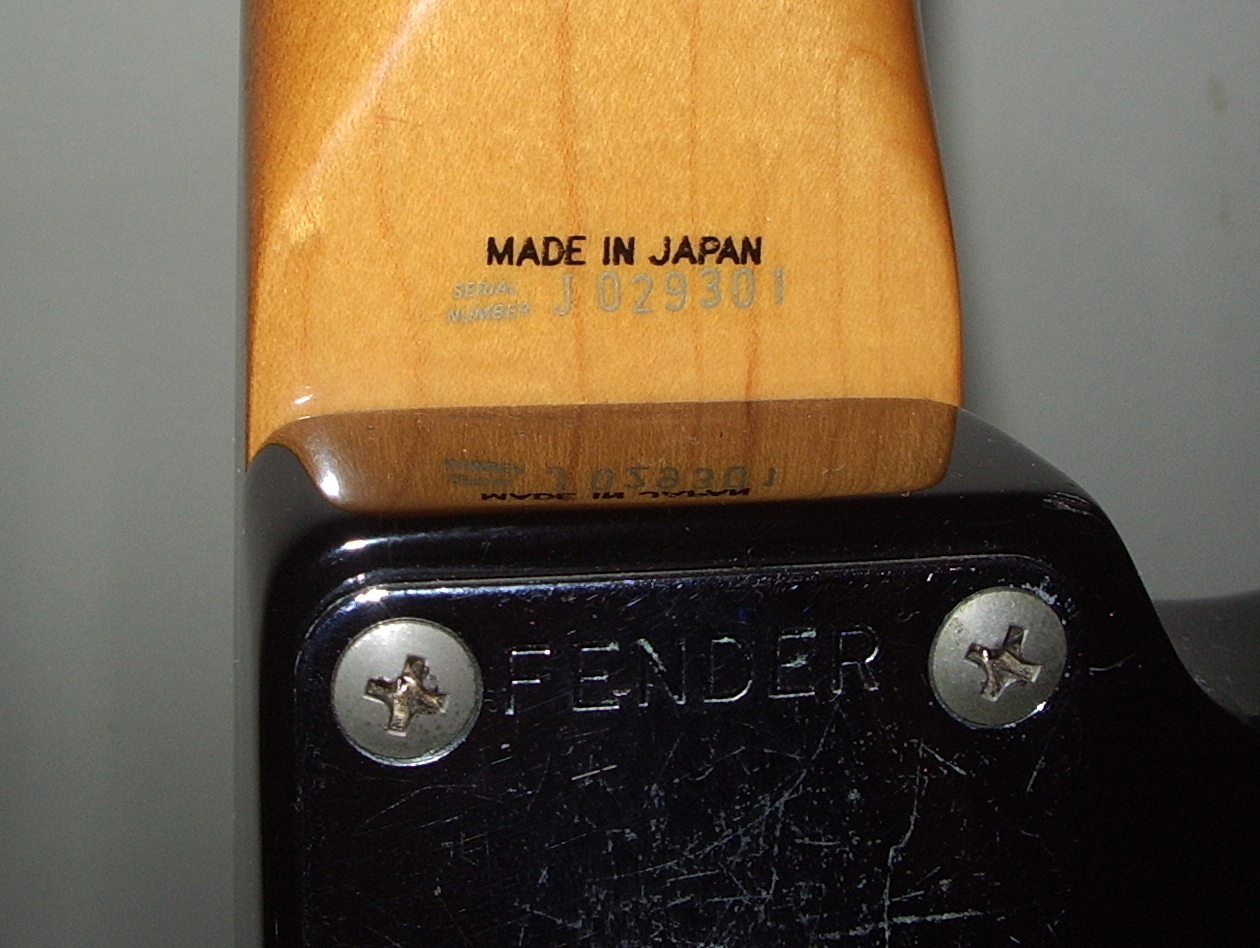
Detailansicht der Rückseite einer E-Gitarre (Modell Fender Telecaster) mit Schraubhals aus Ahornholz

### Schraubhals
Die Technik, Instrumentenhälse statt mit Leim mittels Schraubverbindung am Korpus zu befestigen (englisch Bolt-on), fand ab Mitte des 20. Jahrhunderts größere Verbreitung. Wie bei geleimten Hälsen sitzt der Halsfuß in einer Aussparung im Korpus, wird dort jedoch ohne zusätzliche Leimung von mindestens drei Schrauben gehalten. Einige Hersteller von E-Bässen verwenden bis zu sieben Schrauben, um die Hals-Korpus-Verbindung möglichst stabil werden zu lassen. Schraubhälse haben den Vorteil, dass sie sich im Falle einer irreparablen Beschädigung von Hals oder Kopfplatte im Gegensatz zu anderen Bauformen mit geringem Aufwand austauschen lassen.
Einer der Pioniere bei der Entwicklung von Instrumenten mit Schraubhälsen für die industrielle Fertigung war Ende der 1940er-Jahre Leo Fender, Mitgründer des Unternehmens Fender Musical Instruments. Das Modell Fender Stratocaster ist eine der bekanntesten und am weitesten verbreiteten E-Gitarren mit Schraubhals.

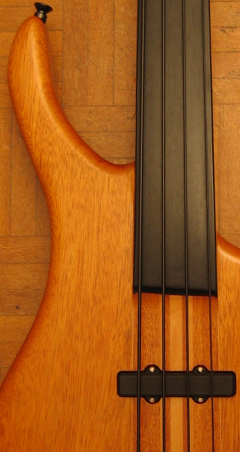
Ein bundloser E-Bass mit durchgehendem Hals. Der helle Holzstreifen in der Mitte des Korpus und die Streifen rechts und links davon sind Teile der Halskonstruktion.

### Durchgehender Hals
Ein durchgehender Hals (englisch Neck-thru) erstreckt sich über die gesamte Länge des Instrumentes. Diese Bauart ist vorwiegend bei elektrisch verstärkbaren Instrumenten anzutreffen. Ist ein Korpus vorhanden, so ist dieser häufig massiv gebaut (Solidbody) und besteht aus zwei separaten Flügeln, die beidseitig am durchgehenden Hals befestigt werden. Bei solchen Instrumenten trägt der Hals auch den Steg sowie die Tonabnehmer.
Ein bekannter Hersteller, der seit den 1950er-Jahren bei seinen Instrumentenmodellen – E-Gitarren und E-Bässe mit massivem oder halbmassivem Korpus – vorwiegend durchgehende Hälse einsetzt, ist der US-Instrumentenbauer Rickenbacker.

### Besondere Bauformen
Seit dem späten 20. Jahrhundert werden Saiteninstrumente entwickelt, bei denen traditionelle Herstellungsformen teilweise oder ganz durch modernere Materialien und Verfahren ersetzt werden. Dabei wurde auch bei der Anfertigung von Instrumentenhälsen mit Alternativen zum Werkstoff Holz experimentiert – unter anderem mit Graphit und Aluminium. Bei modernsten Zupf- und Streichinstrumenten bestehen Kopfplatte (soweit vorhanden), Hals und Korpus aus einem einzigen, in Form gegossenen Werkstück aus Polycarbonat oder aus anderen hochfesten Kunstharzen. Damit wird beabsichtigt, Klang und Stabilität der Instrumente weiterzuentwickeln.
Eine eigene Methode der Hals-Korpus-Verbindung entwickelte der US-Hersteller Parker Guitars in den frühen 1990er-Jahren: Das Innere von Hals und Korpus der E-Gitarren dieser Marke besteht aus Holz; beide Bauteile werden durch einen Überzug („Exoskelett“) miteinander verbunden, der aus einem glasfaserverstärkten Kunststoff aus Kohlenstofffaser und Glasfaser besteht.